# Jarosławiec (powiat poznański)
Jarosławiec – osada w Polsce położona w województwie wielkopolskim, w powiecie poznańskim, w gminie Komorniki, nad Jeziorem Jarosławieckim (rynna rosnowsko-jarosłwiecka), w granicach Wielkopolskiego Parku Narodowego.

## Historia

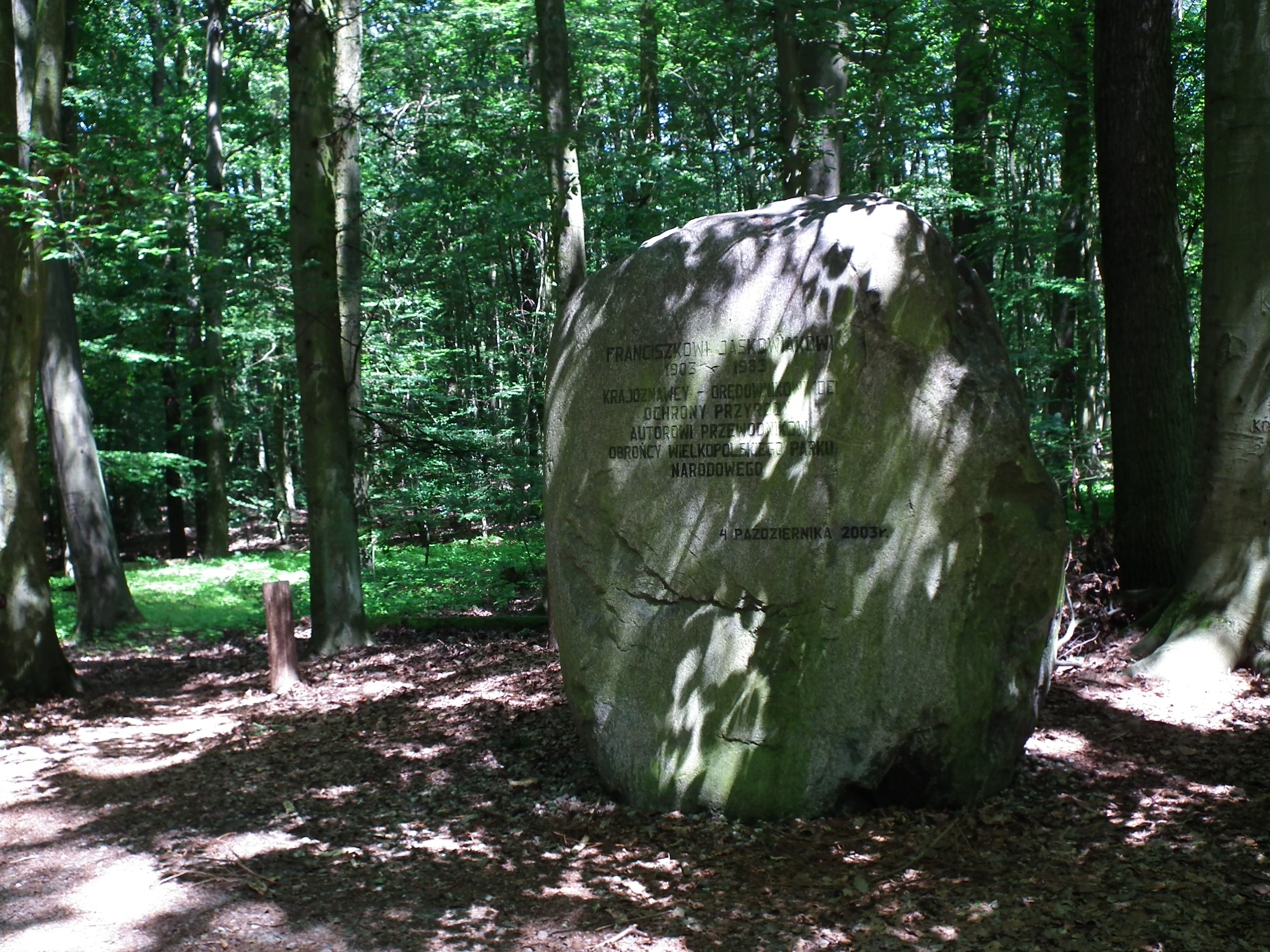
Głaz Franciszka Jaśkowiaka

Osada istniała już w 1397, lecz następnie opustoszała. Ponowne zasiedlenie nastąpiło w XVIII wieku, kiedy to przyjechali tu osadnicy z Niemiec (kolonizacja olęderska). Po II wojnie światowej nastąpił po raz kolejny proces wyludniania się wsi. Pozostało tylko kilka zabudowań, a część dawnych pól uległa zadrzewieniu. W latach 1975–1998 miejscowość należała administracyjnie do województwa poznańskiego. W 1996 powołano tutaj siedzibę obwodu ochronnego, którą przeniesiono z Jezior oraz założono szkółkę leśną o powierzchni 5,95 hektara wraz z deszczownią i chłodnią na nasiona i sadzonki. 

## Obiekty
Na terenie osady i w jej sąsiedztwie znajdują się m.in.: pomnikowy dąb szypułkowy (obwód 380 lub 400 cm), głaz pamiątkowy ku czci Franciszka Jaśkowiaka odsłonięty 3 lipca 1984, choć na kamieniu widnieje data 2003 (piaskowiec o wymiarach 240 x 120 x 100 cm wydobyty podczas budowy stacji wodociągowej w Koninie) i dąb o obwodzie 300 cm przy drodze do Trzebawia.

## Turystyka
Przez Jarosławiec przebiegają 2 szlaki turystyczne:  Szlak turystyczny Stęszew - Szreniawa oraz  Szlak im. Bernarda Chrzanowskiego. 
W 1962 urządzono parking i miejsce odpoczynku przy popularnej, trawiastej plaży nad jeziorem Jarosławieckim (kąpielisko niestrzeżone). Obecnie parking nie jest dostępny, gdyż obowiązuje zakaz wjazdu na drogi prowadzące do osady (nie dotyczący mieszkańców), a pojazdy można pozostawiać na parkingach przy Greiserówce.